# Violeta Barba
Violeta Barba Borderías (Zaragoza, 25 de octubre de 1987) es una abogada laboralista y política española de Podemos, presidenta de las Cortes de Aragón entre 2016 y 2019.

## Biografía
Nacida en Zaragoza, es hija de Carlos Barba, expresidente de la Sociedad Española de Electromedicina e Ingeniería Clínica. Su abuelo, Andrés Borderías Martín fue el primer presidente del sindicato Central Sindical Independiente y de Funcionarios (CSIF).
Licenciada en Derecho por la Universidad de Zaragoza. Completó sus estudios superiores con el Máster Universitario en Relaciones de Género, especializándose en Género y Trabajo. Ejerció como abogada laboralista y de seguridad social, especialmente ligada a la defensa de los derechos civiles.
Implicada en movimientos como el 15M, o Democracia Real Ya!, abandonó Izquierda Unida, para entrar a formar parte de Podemos. Desde 2015 ocupa uno de los 14 escaños de Podemos en las Cortes de Aragón, siendo la número dos del partido en esta Comunidad Autónoma. Comenzó dicha legislatura como vicepresidenta de las Cortes, pero tras la renuncia del presidente, Antonio Cosculluela, asumió la presidencia de la cámara el 9 de septiembre de 2016, convirtiéndose así en la primera mujer en desempeñar dicho cargo, así como la persona más joven en hacerlo.
Asimismo, formó parte del Consejo Ciudadano de Podemos Aragón, coordinando el Área de «Justicia, lucha contra la corrupción y seguridad» hasta 2020.
Ganadora en febrero de 2019 de las primarias de Podemos para seleccionar el aspirante de la formación a la alcaldía de Zaragoza, fue presentada como cabeza de lista de la candidatura de la coalición Podemos-Equo para las elecciones municipales de 2019 en Zaragoza. Tras el descenso de votos y de concejales obtenidos por su agrupación en el consistorio zaragozano, Barba comunicó su renuncia al acta como concejal, alegando pérdida de ilusión en el proyecto, regresando así a su trabajo como abogada, siendo su asiento ocupado entonces por la tercera en la lista por Podemos, Amparo Bella.

## Distinciones
- Premio de Investigación de la Casa de la Mujer por La mujer en el mercado de trabajo y la discriminación indirecta: análisis de los sectores de trabajo feminidad y masculinizados (2014)[9]
- Socia de Honor de la Asociación Aragonesa de Mujeres Empresarias, ARAME (2018)[10]